# 펠로폰네소스 동맹
펠로폰네소스 동맹은 고대 그리스의 스파르타를 맹주로 하는 펠로폰네소스반도 도시국가들의 군사동맹이다. 기원전 6세기 스파르타가 무력으로써 개별적으로 여러 도시국가와 군사 조약을 체결하여 기원전 500년까지 아르고스를 제외한 전 펠로폰네소스를 통합하는 도시 동맹으로 조직되었다. 
펠로폰네소스 동맹은 아테네를 맹주로 하는 델로스 동맹에 반기를 드는 세력이었는데, 펠로폰네소스 동맹과 델로스 동맹은 기원전 431년에 펠로폰네소스 전쟁을 치렀고, 이 전쟁에서 펠로폰네소스 동맹이 승리하면서 그리스의 패권을 스파르타가 갖게 되었다.